# Besant et tourteau
Pour les articles homonymes, voir Besant (homonymie) et Tourteau.
En héraldique les besants et les tourteaux constituent une famille riche de noms pour la figuration très rudimentaire d'un disque de petite taille.
Classé « figure naturelle » par les uns, « meuble géométrique » par d'autres, le besant semble tirer son origine d'un nom de monnaie de Byzance (4, 5, 6, 10, 13, 17…), alors que le tourteau reste plus énigmatique (certains auteurs — dont Georges de Crayencour (27) — voient en lui une tranche de tronc d'arbre).

## Formes simples
De métal, le disque est un besant, d'émail c'est un tourteau.
- Le besant est d'or par défaut (fig. 1 d'azur à un besant). Toutefois, la plupart du temps on le trouve blasonné avec sa couleur : à un besant d'or.
- S'il est d'argent, il faut le blasonner besant d'argent ou utiliser le synonyme (désuet) plate (fig. 2 de gueules à une plate en chef).

Les tourteaux plus riches en teintes ont aussi produit une nomenclature (3, 16), désuète et peu utilisée :
- le tourteau de gueules se dit aussi : guse (fig. 3 d'or à trois guses). La position 2 et 1 est la position par défaut. Elle ne se blasonne pas ;
- le tourteau d'azur se dit aussi : heurte (fig. 4 d'argent à trois heurtes posées en bande) ;
- le tourteau de sable se dit aussi :  ogoesse (fig. 5 d'or à la croix d'azur cantonnée de quatre ogoesses) ;
- le tourteau de sinople se dit aussi : somme, volet ou pomme (fig. 6 d'argent à deux pommes rangées en pal) ;
- le tourteau de pourpre se dit aussi : gulpe (fig. 7 d'or à trois gulpes mal ordonnées ; « contraire » du « bien » ordonné : 2 et 1)

### Les fourrures
Lorsqu'il est de fourrure, est-ce un besant ou un tourteau ? Les auteurs sont très partagés sur la question. Heureusement, les exemples sont rares.
On trouve dans Trésor héraldique ou mercure armorial par Charles Segouing (1647) : des besans d'hermine attribués à Canisy, Bodegat, Sanssay, Vaussin, Nassau (sur le Rhin) et de vair pour Marsant (Normandie). Mais pour Riestap (13), Bodegat est blasonné avec des tourteaux d'hermine. Viton de Saint-Allais définit aussi comme tourteaux ceux de fourrure.

## Partition
Des variantes fréquentes sont obtenues par parti (partitionné en deux verticalement). Mais il peut exister d'autres partitions (coupé, tranché).
- Métal-émail : besant-tourteau (ne pouvant charger qu'un émail : fig. 8 d'azur à un besant-tourteau parti d'or et de sinople posé au point d'honneur).
- Émail-métal : tourteau-besant (ne pouvant charger qu'un métal : fig. 9 d'or à un tourteau-besant parti d'azur et d'argent).

Œil de faucon, défini comme plate entourée d'un annelet de sable d'une façon quasi unanime se trouve ainsi défini dans le dictionnaire de L.-A. Duhoux d'Argicourt (16), mais dans son même dictionnaire, on le retrouve contradictoirement en exemple à ogoesse comme étant « chargé d'un gros point d'argent » (ce qui lui laisserait théoriquement la possibilité de charger un métal en tant qu'ogoesse, ou un émail en tant que plate). (Fig. 10 : tranché d'or et de sinople, à un œil de faucon brochant sur le tout.)

## Sources
1. 1679 C. Ravot et H. de Barat, Le Blason des armoiries
2. 1694 Dictionnaire académique
3. 1772 Diderot et d'Alembert, Encyclopédie ou Dictionnaire raisonné des sciences, des arts et des métiers
4. 1780 P. Menestrier, Dictionnaire universel des termes du blason
5. 1798 Dictionnaire académique
6. 1843 Borel d'Hauterive, annuaire 1843, Dictionnaire de blason ou Petit manuel héraldique
7. 1860 W. Maigne, Abrégé méthodique de la science des armoiries
8. 1861 C. Granmaison, Dictionnaire héraldique
9. 1864 A. de la Porte, Trésor héraldique d'après d'Hozier, Ménétrier, Boisseau, etc.
10. 1872 J. Guignard, Nouvel armorial du bibliophile
11. 1885 Jouffroy d'Eschavannes, Traité complet de la science du blason
12. 1885 E. Simon de Boncourt, Grammaire du blason
13. 1887 J. B. Rietstap, Dictionnaire des termes du blason
14. 1889 H. Gourdon de Genouillac, L'Art héraldique
15. 1898 C. Ph. Dayre de Mailholle, Vocabulaire du blason
16. 1899 L. A. Duhoux d'Argicourt, Alphabet et figures de tous les termes du blason
17. 1901 Cte Alph. O'Kelly de Galway, Dictionnaire archéologique et explicatif de la science du blason
18. 1904 Dr Félix Lobligeois, Petit abrégé d'art héraldique
19. 1905 Larousse, Dictionnaire encyclopédique en 7 volumes
20. 1942 D. L. Galbreath, Manuel du blason (révisé, Jequier, 1977)
21. 1949 G. D'Haucourt-G.Durivault, coll. « Que sais-je ? », PUF, Le Blason
22. 1951 T. Veyrin-Forrer, Précis d'héraldique
23. 1974 Georges de Crayencour, Dictionnaire héraldique
24. 1975 F. Bartholoni, Guide du blason
25. 1976 O. Neubecker, Le Grand Livre de l'héraldique
26. 1979 M. Pastoureau, Traité d'héraldique
27. 1984 P. Joubert, L'Héraldique
28. 1989 G. Eysenbach, Histoire du blason et science des armoiries
29. 1994 J. M. Thiebaud, Dictionnaire des termes du blason
30. 1998 Ch.-M. de Sainte-Melaine, Précis de science héraldique
31. 1999 S. Oliver, Initiation à l'héraldique
32. 2002 C. Wenzler, Guide de l'héraldique
33. 2006 G. Audoin, L'Art héraldique